# Hans Hengeler
Hans Hengeler (* 1. Februar 1902; † 1982) war ein deutscher Jurist, Industrieanwalt und Mitbegründer einer Vorläuferkanzlei der deutschen Anwaltssozietät Hengeler Mueller.

## Leben
Hans Hengeler absolvierte das Studium der Rechtswissenschaften in Freiburg, Bonn, Köln und Tübingen. 1931 wurde er als Rechtsanwalt zugelassen.
Nach seiner Wiederzulassung 1947 unterhielt Hengeler mit Heinrich Wirtz und Heinz-Bernd Kurth in Düsseldorf die Sozietät Hengeler Kurth Wirtz. Diese arbeitete nach einem mündlichen Sozietätsvertrag (bis zum Tod Hengelers 1982; zuvor 25 Jahre nur Gewinnverteilungsabrede).
Hengeler erlangte bald den Ruf eines führenden deutschen Rechtsanwaltes. Er war langjähriges Mitglied im Vorstand des Düsseldorfer Anwaltvereins und diverser Aufsichts- und Beiräte. Anlässlich seines 70. Geburtstages 1972 verlieh ihm die Universität Köln die Ehrendoktorwürde. Die Schwerpunkte seiner anwaltlichen Tätigkeit lagen im Gesellschaftsrecht, insbesondere im Aktien- und Konzernrecht, er war Berater zahlreicher großer und traditionsreicher börsennotierter Unternehmen und Familiengesellschaften (z. B. langjähriges Mitglied im Beirat des Maschinenbauunternehmens Winkler & Dünnebier, Neuwied).
Hengeler Kurth Wirtz fusionierte zum 1. Januar 1990 mit der Frankfurter Kanzlei Mueller Weitzel Weisner zur heutigen Großkanzlei Hengeler Mueller.
Hans Hengeler war verheiratet. Sein Sohn Hans-Peter Hengeler (* 1937) ist seit 1971 Rechtsanwalt und war Partner der Kanzlei Hengeler Mueller.